# شوپ‌پیلولیومای یکم
شوپیلولیوما یا شوپ‌پیلولیومای یکم (Shuppiluliuma) (پادشاهی: ۱۳۵۸-۱۳۲۳ پیش از میلاد)، پادشاه هیتی‌ها‌ بود. او جنگجویی بزرگ و سیاست‌مداری نامدار بود. او در کشاکش با پادشاهی نوین مصر توانست سرزمین‌های میان مدیترانه و فرات را که پیشتر در دست آن پادشاهی بود، به دست آورد.

## زندگی و مرگ
او در آغاز رایزن و فرمانده سپاه تودهالیای سوم بود. سپس به ساموها تکیه کرد. او در این جایگاه دشمنان هیتی‌ها چون هایاسا و کاسی‌ها را شکست داد. اینگونه با زدودن تهدید آنان هیتی‌ها بار دیگر توانستند در خاتوشا جاگیر شوند.
گمان می‌رود که شوپ‌پیلولیوما در آینده سرور خود را کنار زده و شاید کشته باشد. وی با خواهر پادشاه هایاسا پیمان زناشویی بست. سپس دست به یک رشته کشورگشایی‌ها زد و مهم‌ترین پیروزی را در جنگ با میتانی به دست آورد و این سرزمین را به دامادش سپرد. وی همچنین دست به ساخت سازه‌های سنگی با برجسته‌کاری نمایی نمود.
او سپس به سرزمین‌های فرعون آخناتون چشم دوخت و سوریه را از دست مصر بیرون آورد. این انگیزه‌ای شد برای شورش باجگذاران به مصر.
پیروزی‌هایش نفرتیتی بیوه فرعون را بر آن داشت تا برای او نامه‌ای بنویسد و از او بخواهد یکی از پسرانش را برای همسری با وی به مصر بفرستد تا فرمانروای مصر شود، چرا که فرعون جانشینی ندارد و او نمی‌خواهد به همسری مردی غیر اشراف‌زاده درآید. شوپیلولیوما فرستاده‌ای را برای بررسی وضعیت به مصر گسیل‌ داشت. فرستاده گزارش مثبتی داد و شوپیلولیوما برآن شد که از آب گل‌آلود ماهی بگیرد. شاهزاده زان‌نازا که به مصر فرستاده شد در میانه راه درگذشت و پیوند میان دو کشور باستانی نافرجام ماند. شوپیلولیوما از این رویداد خشمگین شد و سپاهیانش را واداشت تا سرزمین‌های پیرو مصر در کنعان و شمال سوریه را بگیرند؛ ولی اسیران مصری که به کشوری هیتی‌ها آورده شدند، بیماری طاعون را با خود آوردند و در میان هیتی‌ها پخش نمودند. اینگونه هم شوپ‌پیلولیومای یکم و هم جانشینش آرنوواندای دوم به این بیماری دچار شده و مردند.
مورسیلی دوم پسر شوپیلولیوما پس از مرگ پدر سالنگار رخدادها زمان پادشاهی پدر را گردآورد. این نخستین بنمایه مهم دربارهٔ سده چهاردهم پیش از زایش مسیح است. در یکی از نامه‌هایی که برای آخناتون فرعون مصر نوشته شده -و در بایگانی آخناتون هم هست-آرزو شده که همانگونه که مصر در روزگار پدر آخناتون دارای روابط خوبی با هیتی‌ها بوده از این پس نیز به همانگونه باشد.
نوه شوپیلولیما، مواتالی دوم در ادامه سیاست‌های پدر و پدربزرگش مبنی بر فتح سوریه و شام، در نبرد کادش با رامسس دوم فرعون مصر به نبرد پرداخت.